# Keep Your Wig On
Keep Your Wig On è il sesto album del gruppo musicale statunitense Fastball, pubblicato nel 2004.

## Tracce
| #  | Title                | Length | Music                                 |
| -- | -------------------- | ------ | ------------------------------------- |
| 1  | Shortwave            | 1:13   | Miles Zuniga                          |
| 2  | Lou-Ee, Lou-Ee       | 2:52   | Tony Scalzo, Miles Zuniga             |
| 3  | Drifting Away        | 3:46   | Tony Scalzo                           |
| 4  | Airstream            | 3:29   | Al Anderson, Miles Zuniga             |
| 5  | I Get high           | 3:35   | Tony Scalzo, Miles Zuniga             |
| 6  | Perfect World        | 3:35   | Miles Zuniga                          |
| 7  | 'Till I Get It Right | 4:55   | Tony Scalzo, Miles Zuniga             |
| 8  | Our Misunderstanding | 3:20   | Tony Scalzo, Jeff Trott, Miles Zuniga |
| 9  | Someday              | 3:24   | Miles Zuniga                          |
| 10 | Mercenary Girl       | 2:41   | Tony Scalzo, Miles Zuniga             |
| 11 | Falling Upstairs     | 3:36   | Tony Scalzo, Miles Zuniga             |
| 12 | Red Light            | 2:41   | Tony Scalzo, Miles Zuniga             |